# HD 152079
HD 152079 är en ensam stjärna, belägen i den norra delen av stjärnbilden Altaret. Den har en skenbar magnitud av ca 9,18 och kan kräva åtminstone en handkikare eller ett litet teleskop för att kunna observeras. Baserat på parallax enligt Gaia Data Release 2 på ca 11,3 mas, beräknas den befinna sig på ett avstånd på ca 287 ljusår (ca 88 parsek) från solen. Den rör sig närmare solen med en heliocentrisk radialhastighet på ca -21 km/s.

## Egenskaper
HD 152079 är en gul till vit stjärna i huvudserien av spektralklass G6 V, vilket betyder att den genererar energi genom termonukleär fusion av väte i dess kärna. Den har en massa som är ungefär lika med en solmassa, en radie som är ca 25 procent större än solradien och utsänder från dess fotosfär ca 1,3 gånger mera energi än solen vid en effektiv temperatur av ca 5 500 K.

## Planetsystem
En planet till HD 152079, med en lång omloppsperiod (2 097 ± 930 dygn), upptäcktes 2010. Planeten rör sig i en elliptisk bana (excentricitet = 0,060 ± 0.24) och har en massa som är ungefär tre gånger jordmassan